# Février 1949

## Évènements
- 2 février : mise sur le marché du premier disque 45 tours. La diffusion du microsillon remplace le 78 tours.

- 3 février : procès Mindzenty en Hongrie. Le cardinal est condamné à la prison à vie pour trahison envers l'État hongrois.

- 4 février : la Radiodiffusion française (RDF) devient la Radiodiffusion-télévision française (RTF).

- 6 février : dans les colonies africaines françaises, les dirigeants du Rassemblement démocratique africain sont emprisonnés[1].

- 7 février : le joueur de baseball Joe Di Maggio signe un contrat de 100 000 dollars avec les New York Yankees.

- 12 février : Le guide suprême des Frères musulmans est arrêté et exécuté en Égypte. Le groupe est désorganisé.

- 14 février : début de la grève des mineurs de la Johns Manville à Asbestos au Québec. Le lendemain, le ministre du Travail, Antonio Barrette, déclare qu'il s'agit d'une grève illégale[2].

- 15 février : premier vol de l'avion de transport Breguet Deux-Ponts.

- 19 février : à la suite de l'occupation des bureaux de la Johns Manville par les grévistes, le gouvernement du Québec envoie la police provinciale à Asbestos[2].

- 20 février : la Tchécoslovaquie s'adjuge son 2e titre mondial de Hockey sur glace en battant la Suède, pays hôte 3 à 0 lors de la finale[3].

- 24 février : signature de l’armistice à Rhodes entre l’Égypte et Israël. D’autres seront signées les mois suivants par Israël avec le Liban (23 mars), la Transjordanie (3 avril) et la Syrie (20 juillet). Des zones démilitarisées sont établies, la Jordanie fait des concessions territoriales à Israël, la Syrie évacue la Palestine.

- 26 février - 2 mars : James Gallagher et son équipage réussissent le premier vol autour du monde sans escale à bord d’un bombardier Boeing B-50. L'avion ravitaillé 4 fois parcourut 37 452 km en 94 h.

## Naissances
- 1er février : Michel Moyrand, homme politique français.
- 3 février : Hennie Kuiper, coureur cycliste néerlandais.
- 4 février :
  - Abdelmadjid Sidi-Saïd, syndicaliste et homme politique algérien.
- 5 février : Yvon Vallières, président de l'Assemblée nationale du Québec.
- 6 février : Manuel Orantes, joueur de tennis espagnol
- 7 février : Daniel Jeandupeux, footballeur puis entraîneur suisse
- 8 février : 
  - Scott Allen, patineur artistique américain.
  - Niels Arestrup, acteur et réalisateur français († 1er décembre 2024).
- 10 février :
  - Jim Corcoran, chanteur québécois.
  - Maxime Le Forestier, chanteur français.
- 15 février : 
  - Christopher Rouse, compositeur américain.
- 15 février : Émile Wandelmer, chanteur français.
- 16 février : Michel Herr, pianiste de jazz belge.
- 18 février : Abdelghani Bousta, homme politique marocain.
- 20 février : Ivana Trump, personnalité mondaine et médiatique américaine d'origine tchèque († 14 juillet 2022).
- 21 février : Ronnie Hellström, footballeur suédois († 6 février 2022).
- 22 février : Niki Lauda, pilote automobile autrichien de Formule 1.
- 23 février : 
  - Alain Carignon, homme politique français.
  - Jean-Michel Charpin, économiste français.
  - Marc Garneau, astronaute et homme politique canadien († 4 juin 2025).
  - Bruno Saby, pilote automobile (rallye) grenoblois.
- 24 février : 
  - Gaston Lepage, acteur québécois.
  - Mohamed Ghozzi, poète et critique littéraire tunisien († 18 janvier 2024).
- 25 février : Ric Flair, ancien catcheur professionnel de la WWE, introduit dans le Hall Of Fame en 2008 par Triple H

## Décès
- 16 février :
  - Umberto Brunelleschi, peintre, illustrateur et affichiste italien. (° 21 juin 1879).
  - Roger François, 48 ans, haltérophile français, champion olympique (catégorie 75 kg) lors des Jeux d'Amsterdam en 1928. (° 9 octobre 1900).